# Lornay
Lornay település Franciaországban, Haute-Savoie megyében. Lakosainak száma 585 fő (2022. január 1.). Lornay Motz, Serrières-en-Chautagne, Moye és Vallières-sur-Fier községekkel határos.

## Népesség
A település népességének változása:
| Lakosok száma | 522  | 536  | 562  | 560  | 566  | 572  | 578  | 573  | 585  |
|               | 2013 | 2015 | 2016 | 2017 | 2018 | 2019 | 2020 | 2021 | 2022 |